# 小さき者へ
「小さき者へ」（ちいさきものへ）は、有島武郎が著作した日本の短編小説作品。

## 概要
1917年（大正6年）、妻安子を結核で亡くした有島が、母を失った3人の幼い子供を勇気づけるために、そして子供の将来を期待して書いたといわれる。自らの子供たちに向けて書き残した手記ともされる。
1918年（大正7年）1月の『新潮』に初出。同年3月『白樺の森』（新潮社）、有島武郎著作集第七号『小さき者へ』（叢文閣刊）に収録。
有島の代表的な作品のひとつとして、現在でも高い人気を誇る。なお、3人の子の中には俳優の森雅之がいる。

## 主要な登場人物
- 私……子どもたちのために「書き物」を「お前たち」に向けて書く。作者である有島武郎本人がモデル。
- 母……昨年の8月2日に死んだ「私」の妻。「お前たち」に愛の限りを尽した。有島の妻安子がモデル。
- お前たち……「私」と「母上」の3人の子ども。モデルは有島夫妻の実子、行光、敏行、行三。
- U氏……結核になり、貧しいながら薬を買うも、医者の不注意によって熱を引き起こし、老母と幼児を残して亡くなる。モデルは有島と親しかった上田寅次郎。